# Поштански саобраћај у Републици Српској
Поштански саобраћај у Републици Српској  представља скуп поштанских услужних делатности, које у организационом смислу обухватају универзалне, финансијске и остале услуге. Након раздвајања поштанских и телекомуникционих услуга, стварањем две независне компаније, улога и начин функционисања поштанског саобраћаја у Републици Српској ушао је у нову развојну фазу, у којој се класични поштански сервис транформише и усмерава на друге делатности и услуге.

## Историја

##### Поштански саобраћај од 1850. до 1878.
У време  Отоманског царства, прве поште на територији данашње Републике Српске отворене су  1864. године, када су прве  поштанске станице отворена у Вишеграду, Зворнику, Бијељини, Брчком, Градишки и Броду. Године 1876. године, отворене су и поштанске станице у Чајничу и Рогатици, док се постојање поште у Бања Луци први пут помиње у салнами (службеном годишњаку турске владе) из 1874. године, када је обезбеђено радно место за поштанског службеника, иако се у истој салнами помиње постојање телеграфске станице још 1867. године. На основу овог податка врло је вероватно да је Бања Лука имала своју поштанску станицу много раније, јер се у историјским списима с краја шездесетих година 19. века наводи...да је у том периоду, сваког четвртка увече, одлазила пошта из Сарајева са писмима и аманетима за Травник, Бањалуку, Бихаћ и Градишку.
У периоду Отоманске владавине нису постојале уређене поште, нити поштанске линије с одређеним правцем и временом одласка и доласка пошиљки. Према потреби, пренос поште вршили су татари на коњима, који су се  током пута кратко задржавали у поштанским станицама, ради замене коња, одмара и обедовања.
Поштанске станице османлије су градиле на сваких десет сати хода. Главна поштанска линија, била је Травник-Цариград, коју су татари одржавали преко Сарајева, Рогатице, Вишеграда, Прибоја, Косовске Митровице и даље ка Скопљу и престоници Отоманског царства. Татари су на тој линији преносили важнија службена писма, државне документе.
Након учесталијих напада хајдука на татарске поштоноше с почетка 1880-их, турске власти биле су приморане да измене правце кретања татара, како би пренос поште био сигурнији.
Поштанска веза између Србије и Босне отпочела је са радом 1851. године, а транспорт поште обављао се преко граничног прелаза између Раче и Бијељине.
Када је 1878. године изграђена прва железничка пруга која је повезивала Бања Луку и Добрљин, пошиљке упућене у Бања Луку и Градишку, су одвајане, док су остала писма отпремана железницом према Приједору, Новом Граду (тадашњем Босанском Новом) и Добрљину.

##### Поштански саобраћај од 1878. до 1918.
На почетки окупације Босне и Херцеговине од стране аустроугарске владавине, која јој је омогућена на основу одлука донетих на Берлинском конгреса (13. јуна – 13. јула 1878. године),  започео је и рад  ратних пошти,  које су формиране дуж главних праваца надирања аустроугарских трупа. У зависности од услова и терена на којем су вођене борбе организована су и одељења ратне поште са одговарајућом опремом.  Ратне поште су се бавиле  искључиво примањем и отпремањем кореспонденције, новина и новчаних пошиљака. Пакети и сличне пошиљке могли су да се шаљу само у изузетним случајевима.
Дана 15. октобра 1878. године почеле су са радом експозитуре ратних пошти у:
- Бањалуци (при 36. аустроугарској дивизији),
- Зворнику (при 31. дивизији) и
- Вишеграду (при 1а. дивизији).

Етапне поштанске станице налазиле су се у Дервенти, Добоју, Бањалуци, Приједору, Бијељини, Брчком, Власеници, Мокром, Рогатици, Невесињу, Љубињу, Требињу, Гацком и Билећи.
По завршетку окупације Босне и Херцеговине  број пошта, у односу на период османлијске владавине, био је значајно промењен, а постојале су и разлике у њиховој локацији у зависности од у услова вођења оружане борбе. Широм БиХ отворен је велики број пошта, чија се експанзија  1879. године, заустављена.
Након престанка ратних дејстава  на подручју БиХ, аустроугарске власти дозволиле су и цивилном становништву да користи услуге ратних пошта (које су до тада  коришћене само за потребе окупационе војске).
Превоз пошиљака вршен је на правцима Градишка – Бусовача и Сарајево-Кисељак  помоћу коњских запрега, које су пратили војни поштари и коњица. Крајем октобра и почетком новембра 1878. године, успостављене су и поштанске линије Зворник – Рајево Село, Бањалука-Двор, Добој-Тузла, Вишеград-Сарајево, Рогатица-Горажде, Требиње-Дубровник, Требиње-Билећа, Љубиње-Столац и Гацко-Невесиње, на којима се транспорт пошиљака одвијао три пута недељно.
Ради веће сигурности транспорт пошиљака  је обављан само дању, што је знатно успоравало пренос пошиљака,  све док нису поправљени путеви и мостови и изграђене железничке пруге. Једно време транспорт поштанских пошиљака није се битније разликовао од оног у време Отоманске владавине (пошта је преношена искључиво дању, на релацији Брод-Сарајево, и трајала је и по шест – седам дана.  Након реконструкције пута Брод-Сарајево и изградње железничке пруге Брод-Добој скраћено је време транспорта пошиљака (нпр пошљке на на линији Брод-Добој дугој 83 километра, путовале су њелзницом око 13 сати).
Поштанска станица Брод је почетком децембра 1878. године, прва добила овлашћење да може примати и отпремати новчане упутнице и пошиљке цивилних лица, док су остала места почела да користе услуге тек с почетал 1879. године.
Без обзира на изузетно брзо ширење поштанске мреже послије окупације БиХ од стране Аустроугарске, контакт између поште и домаћег становништва био је веома тежак.
Службени језик у поштама био је немачки, а мало ко од домицилног становништва га је користио. Такође су и сви обрасци које је издавала Угарска, а у Херцеговини Аустрија,  били на немачком што је још виаше отежавалосарадње службеника у поштанским станицама и становништва. Ови обрасци повучени су из употребе тек 1. јула 1879. године, након увођења образаца на немачком језику за територију БиХ.
Пошиљке војних лица на теериторији БиХ биле су ослобођене поштарине, па наплата поштанске тарифе није постојала све док услуге поште нису почели користити и обични грађани. У почетку су поште користиле поштанске марке окупационих земаља, Босна марке Угарских пошта, а Херцеговина издања аустријске поштанске управе. Након укидања Дирекције ратне поште Мостар, и стварања јединственог босанскохерцеговачког управно-поштанског подручја донесене су наредбе о изменама поштанских тарифа и увођењу посебних поштанских марака за наплату поштарине у унутрашњем и међународном поштанском саобраћају.
Прве поштанске марке, на којима се налазио царски орао и изнад њега ознака номиналне вредности, пуштене су у продају 1. јула 1879. године. Марке су имале вредност од 3, 5, 10, 15 и 25 крајцара. Заједно са маркама пуштене су и дописне карте жуте боје, са уштампаном марком од 2 крајцара. Ово су биле прве дописне карте на територији данашње Републике Српске и Федерације БиХ.
У временском раздобљу од 1879. до 1918. године поштанска мрежа у БиХ проширена је са стотину нових јединица. Примера ради  током 1878. на окупираном подручју отворено је 49 поштанских станица, а за време аустроугарске окупације укупно 150 пошта.
На тлу данашње Републике Српске 1907. године први пут у поштанском саобраћају појавила се нова јединица поштанске мреже-помоћна пошта, као комплементаран облик мреже војних поштанских станица. Многим општинама Јањи, Корају, Обудовцу, Тополи, као и мањим местима Мокром, Палама, Сокоцу поштанска мрежа није била доступна, па се од 1907. године, у овим местима отварају помоћне поште.
До краја окупације у БиХ су отворене је укупно 153 помоћних пошти, претежно у мањим местима, за  разлику од већих места ју којима су радиле  војне поште.
Од 1878. до 1918. године за поштански транспорт коришћена су и примитивна и модерна саобраћајна средства: 
- пешак,
- товарни коњ,
- кола са коњском запрегом,
- аутомобил,
- аутобус и
- железница.

Крајем 1900-те уведен је аутомобилски пренос поште на релацији Бањалука-Јајце, а у предвечерје Великог рата поштански саобраћај аутомобилима успостављен је и између Сарајева и Калиновика, Рогатице и Месића и Устипрача-Горажде-Фоча.

### Поштански саобраћај од 1919. до 1941.
Након завршетка  Првог светског рата и уласка Босне и Херцеговине у састав  заједничке државе Срба, Хрвата и Словенаца 1. децембра 1918. године, а са њом и затечени поштански, телеграфски и телефонски саобраћај који је био од изузетног значаја.
На простору данашње Републике Српске поштански саобраћај је у поређењу са другим крајевима Краљевине СХС, одвијао се  у изузетно тешким условима због наглог одлива страних поштанских службеника (којих је било 291). Наиме у тадашњој Босни и Херцеговини поштански кадар чинили су искључиво странци (из Мађарске, Аустрије, Чехословачке, Пољске), који након слома Аустроугарске, нису желели да остану у новоствореној Краљевини СХС.  Одмах се приступило попуни упражњених радних места, уз истовремено организовање курсева и других облика стручног оспособљавања. На овај начин, ублажене су почетне тешкоће у функционисању поштанског саобраћаја у Босни и Херцеговини.
У прелазном периоду у раду ПТТ система Краљевине СХС који је трајао  од 1918. до 1921. године поштански саобраћај обављао се у складу са прописима које су донеле власти Аустроугарске, Србије и Црне Горе.
Већ почетком 1919. године среске власти затражиле су да се отворе поште у Угљевику, Рудолфсталу (данашњи Александровац) и Разбоју.
Све до почетка Другог светског рата рађено је на усклађивању поштанске мреже са потребама друштва и привредним могућностима, чији се рад одвијао на основу новчаног пословања кроз:
- Главну збирну пошту која се налазила у Бања Луци
- Збирну пошту у Брчком и Новом Граду

У Краљевине СХС, према пријему писмоносних и пакетских пошиљака, постојала је подела на:
Уговорне државне поште — у које су сврставане све поште чији годишњи промет није прелазио 35.000 радних јединица. Као радне јединице рачунале су се: препоручене пошиљке, пакети, вриједносна писма, телеграми, новчане упутнице, мјесни и међуградски телефонски разговори, радио-претплатници и слично.  Уговорне државне поште налазиле су се у Рачи, Братунцу, Дрињачи, Хан Пијеску, Јањи, Козлуку, Лопарама, Мокром, Палама, Рудом, Трнову, Костајници, Александровцу, Кобашу, Будимлић Јапри, Горњем Рибнику, Хрваћанима, Козарцу, Љубији, Новој Тополи, Српцу, Автовцу, Гацком и Хуму.
Помоћне поште — у које су сврставане све остале поште у којима су постојали оптимални услови за рад , док су све друге укидане. Процес је трајао све до 1941. године, до када су и дотадашње помоћне поште Станари, Скендер Вакуф (Кнежево), Устиколина, Омарска, Шипово и Горња Слатина претворене у уговорне помоћне државне поште.
Амбулантне поште —  у које су сврставане све поште у саставу железничких композиција. Ове поште које су чиниле окосницу поштанског транспорта у  Краљевине Југославије између 1920. и 1941. године постојале су на следећим железничким релацијама: 
- Сарајево-Брод,
- Бањалука-Загреб,
- Босански Нови (Нови Град)-Бихаћ,
- Приједор-Книн,
- Винковци-Брчко, т
- Сарајево - Вишеград – Ужице - Чачак Краљево – Сталаћ
- Сарајево Ваљево Лајковац – Београд.

Када је 1929. године Краљевина СХС преименована у Краљевину Југославију,  држава је подељена на бановине. У складу са том организацијом у Сарајеву је основана поштанска дирекција, која је обухватала ужичку, зетску, дубровачку, тузланску, сарајевску, мостарску, травничку и врбаску област. У то време то је била најкрупнија административно-управна подела у области поштанског саобраћаја на територији Босне и Херцеговине.
Финансијским законом Краљевине Југославије за 1938/39. буџетску годину министар за ПТТ саобраћај  предузео је  активности за оснивање дирекције поште у Бањалуци за Врбаску бановину, међутим, до реализације ове мере никада није дошло.
Достава поштанских пошиљака на дом (обичних и препоручених, новина и новчаних писама, пошиљака са поузећем, вредносних писама, телеграфских и обичних упутница) која је била уведена још у доба Аустроугарске окупације у двадесетак већих места БиХ, наставила је да функционише  и у Краљевини СХС (Југославије). Од 1920. године било је одређено да све поштанске станице на подручју Дирекције пошта Сарајево достављају на дом упутничке износе, вредносна писма и пакете малог обима и тежине, који су се стављали у вреће, док су пакете, на територији данашње Републике Српске достављале само поште у Бања Луци, Билећи, Бијељини, Босанском Новом (Новом Граду), Брчком и Приједору.
У неприступачним планинским крајевима, херцеговачком кршу и на слабим путевима за доставу поштанских пошиљака најчешће су коришћена примитивна саобраћајна средства: пешаци, товарни и јахаћи коњи и кола са коњском запрегом. Пешаци и товарни коњи служили су за пренос пошиљака на краћим релацијама, док су по дужим и лошим путевима пошиљке транспортоване колима са коњском запрегом, а на бољим саобраћајницама то су чинили приватни превозници, који су посао транспорта пошиљака добијали путем лицитација.
'Почетком 1920-их на многим рентабилним линијама превоз поште вршили су аутомобили, а најфреквентније линије су  биле: 
- Бањалука-Окучани, Бањалука-Јајце,
- Јајце-Мркоњић Град, Горажде-Устипрача
- Горажде-Фоча Чајниче-Пљевља,
- Тузла-Зворник,
- Тузла-Брчко-Бијељина,
- Зворник-Власеница и
- З ворник-Сребреница.

#### Поштански саобраћај у Другом светском рату (1941. до 1945.)
Распадом Краљевине Југославије и оснивањем Независне Државе Хрватске, 10. априла 1941. године, на територији БиХ долази до распада поштанског саобраћаја Југославије и оснивања Хрватске поште. Већ 12. априла су почеле да излазе марке са жигом „Независна Држава Хрватска” и ликом краља Петра (југословенске марке из 1930-их година). Прво издање на којем се распознају мотиви из Хрватске из 1941/1942. приказује и мотиве из БиХ попут Јајца, реке Дрине, Коњица, Бегове џамије у Сарајеву и Бање Луке. Серија се састоји од деветнаест марака на којима је чак и Земун.  Дана 12. октобра је изашла серија Црвеног крста с народним ношњама. Састоји се од три марке. Једна од њих је мушка ношња из околине Травника. Вриједиле су до 31. маја 1945, а номинална вриједност им је била 2+2 куне. 4. октобра 1942. је издата марка на којој је приказана сељанка из Босне, такође као дио серије Црвеног крста.
У наредних неколико година постојања НДХ, не појављују се мотиви из БиХ, марке се тематски обликују у другом смјеру, али интересантна је једна од марака из 1944. која приказује војника на стражи на Дрини. Нестанком НДХ с политичке сцене, нестале су и марке, али се и дан-данас могу наћи у многим колекцијама.

#### Поштански саобраћај од 1945. до 1991.
Након ослобођења Југославије 1945. године, пошта, телеграфи и телефони налазили су се у саставу Повереништва за саобраћај, чији је највиши орган била Главна управа пошта, телеграфа и телефона. Одлука о оснивању Главне ПТТ управе донесена је 10. новембра 1944. године. Организациона структура Главне управе била је заснована на Уредби из 1940. године, јер су поништени сви законски акти које су њемачка оружана сила и њени сарадници донели током Другог светског рата.
Организација и функционисање ПТТ саобраћаја у послератном периоду заснивала се  на Уредби из 1940. Прелазни период трајао је до 7. марта 1945. године, када је Привремена влада Демократске Федеративне Југославије успоставила Министарство пошта, телеграфа и телефона као самостални ресор савезног значаја. У саставу овог министарства налазиле су се две главне управе: 
- Управа поштанских веза
- Управа телеграфско-телефонских и радио-веза.

У складу са  петогодишњим плана мења се организацију Министарства пошта и  уместо главних управа оснивају се две генералне дирекције: 
- Дирекција пошта
- Дирекција телеграфа и телефона.

Првог јануара 1949. укинуте су обје генералне дирекције у Министарству пошта и основана Главна управа поштанских и ТТ веза.
Након  Другог светског рата на територији данашње Републике Српске прво су почеле са радом поште у Приједору, Бањалуци, Бијељини и Требињу, а 1946. године, поште у Јањи, Угљевику, Рачи, Бродцу, Драгаљевцу, Српцу и Кобашу.
У послератним годинама  развој поштанског био је изузетно спор, са честим периодима стагнације, све до почетка 1950-их  година када су углавном обновљене веће поште, док је санација оштећених поштанских објеката у мањим местима трајала нешто дуже.
Тек спочетка друге половине 20. века  започео је убрзани развој ПТТ система, који се огледао пре свега у изградњи потпуно нових ПТТ објеката и модернизацији превозних средстава, тако да се  превоз пошиљака обављао, мопедима и бицикли.. У том периоду време од пријема до уручења пошиљке скраћен је са 7-10 на 3-5 дана. И поред тога због специфичне конфигурације терена и неповољне путне мреже, на територији БиХ пренос пошиљака био је знатно спорији у односу на пренос пошиљака у осталим југословенским републикама. У нешто повољнијем положају био је простор данашње Републике Српске, посебно регије Лијевча Поља, Посавине и Семберије, кроз које су водили главни магистрални правци, који су били асфалтирани,  и у зимском периоду редовно одржавани што је олакшавало превоз поштанских пошиљака.
Развој ПТТ система настављен је и у шездесетим и седамдесетим годинама 20. века, а крајем 1980-их доведен је готово до савршенства.
Нагли развој телефоније довео је до лагане стагнације обима поштанских услуга у првој половини 1980-их година а потом и до њиховог константног пада у другој половини, да би број остварених поштанских услуга пред почетак грађанског рата на територији СФРЈ пао на ниво с почетком 1970-тих.
Распад СФР Југославије и грађански рат додатно је умањио обим поштанских услуга у свим бившим републикама, а телефон преузима апсолутни примат у средствима комуникације.

#### Поштански саобраћај од 1992. до 1995.
Након избијања грађанског рата у Босни и Херцеговини распао се дотадашњи ПТТ систем некадашње Босне и Херцеговине у саставу СФР Југославије. Ако се за званични почетак ратних дејстава у БиХ узме 6. април 1992. године, када је Европска заједница признала ову бившу југословенску републику као независну државу, поштански саобраћај на територији БиХ почео се распадати средином фебруара исте године. На то су утицали чести оружани напади на поштанска возила, барикада које су онемогућавале возовима са поштанским вагонима да стигну до свог одредишта, као и прекиди рада појединих ПТТ објеката због провокација различите врсте.
Крајем фебруара и почетком марта 1992. године, почела су ратна дејства, а са њима и разарања поштанских објеката или њихово претварање у команде појединих јединица Хрватске војске.
Дотадашње јединице поштанске мреже које су се налазиле на територији са већинским српским становништвом издвојене су из ПТТ система Босне и Херцеговине. Те године на територији Републике Српске било је 258 пошта и два поштанска центра у Бањалуци и Бијељини.
Нас успостављање новог поштанског система Републике Српске утицало је:
- непостојање поштанских линија и картовних веза,
- недостатак возила за превоз пошиљака
- недостатак погонског горива,
- мањак капацитета за сортирањеу поштанских пошиљака, односно поштанских центара.

Влада Републике Српске 24. маја 1992. године, донела је Одлуку о формирању Јединственог јавног предузећа ПТТ саобраћаја Републике Српске. Мећутим да би овај систем прорадио, као јединствена целина, било је потребно неколико наредних месеци.
Међународни поштански саобраћај Републике Српске са иностранством успостављен је почетком јуна 1992. године и све време рата одвијао се преко Изменичне поште 11003 Београд.
Грађански рат на територији БиХ узроковао је прекид преноса поштанских пошиљака, тако да је већ у мају 1992. године, престала копнена комуникација западних дијелова Републике Српске и Републике Српске Крајине са Бијељином, а самим тим и Србијом. Након маја, једина веза, односно једини начин преноса пошиљака, одвијао се преко аеродрома у Маховљанима, двадесетак километара сјеверно од Бањалуке. Пошиљке које су преношене ваздушним путем, франкиране су по тада важећим тарифама, а авионска тарифа није посебно наплаћивана.
На основу резолуције Савета безбедности УН, након 1. јуна уведена је зона забрањеног лета изнад БиХ, када су сви цивилни летови авиона обустављени. Према Београду повремено су летели само војни транспортни авиони што је била и једина прилика да се поштанске пошиљке отпреме према Србији. Пренос пошиљака на овај начин одвијао се све до краја јуна 1992. године када је успоствљена копнена веза између западног и источног дела Републике Српске и Србије.
Почетком 1993. године извршена је реорганизација ЈЈП ПТТ саобраћаја Републике Српске и формиране су организационе ПТТ целине са седиштима у Бања Луци, Добоју, Бијељини, Палама, Фочи (Србињу) и Требињу.
Како је поштански саобраћај са Републиком Српском Крајином и Србијом (СР Југославијом) током рата имао статус унутрашњег поштанског саобраћаја, пошиљке су франкиране према посебном ценовнику, а све  пошиљке из Републике Српске су (преко Београда) отпремане за све државе настале на територији бивше СФРЈ, осим за Федерацију БиХ, са којим је комуникација успостављена тек након окончања рата, и Хрватску због ограничења, јер су све ове пошиљке примане на отпрему на одговорност пошиљаоца, пошто ЈЈП ПТТ саобраћаја Републике Српске није гарантовало њихову испоруку на назначену адресу.

### Поштански саобраћај данас
Предузеће за поштански саобраћај Републике Српске а.д. Бања Лука, скраћеног назива Поште Српске, основано је 10. децембра 1996. године, након раздавајања некада заједничког ПТТ система Републике Српске. Као самостални привредни субјект постоји од 1. јануара 1997. године, и данас су део глобалне поштанске породице и један од три јавна поштанска оператера у БиХ.
Услуге Пошта Српске које представљају скуп поштанских услужних делатности, које се деле на универзалне, финансијске и остале услуге, данас реализује  преко 2.400 радника,  распоређених у дирекцију предузећа, десет радних јединица, 226 пошта и 481 шалтера.

## Организација
У организационом смислу и према територијалној подели, Поште Српске подељене су у девет радних јединица: Бањалука, Приједор, Добој, Брчко, Бијељина, Зворник, Соколац, Фоча и Требиње и две специјализоване радне јединице: Поштанско-саобраћајни центар и Специјализована јединица за информационе структуре.
Поштанску мрежу, Поште Српске чини 257 јединица, које својим услугама, са распрострањеном мрежом својих објеката и са преко 650 поштоноша који су свакодневно на терену, покривају подручје од 25.000 км², на коме живи преко 1.250.000 становника. Свака поштанска јединица опслужује у просеку око 5.000 становника и покрива територију од 95 км².
| Ред. бр. | Радна јединица | Површина (км²) | Становника у 2013. години |
| -------- | -------------- | -------------- | ------------------------- |
| 1.       | Бањалука       | 6.431          | 446.444                   |
| 2.       | Приједор       | 2.028          | 146.549                   |
| 3.       | Добој          | 2.911          | 219.352                   |
| 4.       | Брчко          | 635            |                           |
| 5.       | Бијељина       | 1.361          | 251.427                   |
| 6.       | Зворник        | 1.843          |                           |
| 7.       | Соколац        | 2.479          | 121.792                   |
| 8.       | Фоча           | 3.000          |                           |
| 9.       | Требиње        | 4.295          | 72.935                    |
|          | УКУПНО         | 24.983         | 1.258.418                 |

## Услуге
Услуге Пошта Српске представљају скуп поштанских услужних делатности, које се деле на
универзалне, финансијске и остале услуге.
Један поштански шалтер у просеку опслужује 3.000 становника, а исто толико становника долази и на сваки поштански сандучић.
Обрада пошиљака се врши у центрима поштанске мреже коју чине јединице поштанске мреже и то:
- главни центар: Бањалука,
- поштански центри: Бијељина, Добој и Фоча,
- претоварне поште: Соколац, Требиње, Приједор, Пале, Гацко и Билећа,
- изменична пошта: Бањалука,
- поште царињења: Бањалука и Бијељина,
- центар за заштиту: Бањалука.

Међународни поштански саобраћај
Међународни поштански саобраћај у Републици Српској обавља се путем изменичне поште у Бањалуци, преко изменичних пошта у Сарајеву, Мостару и Београду. 
Транспорт пошиљки
Транспорт поштанских пошиљака у Републици Српској организован је на више од 80 линија–праваца у унутрашњем и међународном саобраћају.

### Поштанске марке и остала издања
Од 15. јула 1994. до 10. октобра 1997. године марке су се издавале у динарима (10.000 старих динара = 1 нови динар), а 1. октобра 1997. када је БиХ  увела нову валуту — конвертибилну марка (1 КМ = 100 динара) —, она је остала у употреби све до данас.
Скоро све марке издате од 1995. године су и данас у оптицају.
Од 1996. године марке носе натпис „Босна и Херцеговина” и препознатљиве су по амблему поште. БХ Пошта је члан УПУ и тематска издања су сваке године слична тематским издањима других пошти у свету.
У послдњих неколико година мотиви су интересантни, како због промењеног графичког дизајна тако и због специфичности тема. И даље се фокус ставља на туризам, градове и познате личности; краљица Јелена, капетан Градашчевић, Мирза Башагић, Бахрија Нури Хаџић, Насиха Капиџић-Хаџић и Мустафа Мујага Комадина су само неке од личности из босанске историје које су доспеле на нове марке БХ Поште. Такође, заступљене су и теме из гастрономије (нпр. ’десет у пола’ — сарајевски ћевапи; блок издање с традиционалним босанским јелима: долмом и баклавом из 2005. године, са отштампаним рецептима на енглеском језику; бурек у зврку, издање из 2007. године итд.). Са изузетком два издања (божићно издање из 1998. године с мотивом и натписом „Рођење Христово | 16. в. | Српска икона”, издања из 2005. године с мотивом манастира Житомислић — где је име манастира исписано латиницом и ћирилицом), јер БХ Пошта примјењује искључиво латиничко писмо на својим издањима.
Персонализована марка општине Приједор (2008)
Од 2007. године Поште Републике Српске издају и персонализоване поштанске марке. Следећи тренд других европских пошти (нпр Аустријске поште), омогућено је да се на захтев јавне институције, приватне фирме или особе издају приватне марке са жељеним мотивом. Мотиви су били лични захтеви и обично су израђивани на основу фотографије. Графичко решење је обично понуђено од поште, а могло се изабрати између две боје (плаве и жуте) и два облика (водоравни и усправни).
На маркама су, поред жељених текстова, и текстови „Босна и Херцеговина”, „Република Српска”, „Поште Српске”, грб Пошти мањег ентитета, као и номинална вредност. 
Марке су у оптицају и представљају легално средство за наплату поштарине у унутрашњем саобраћају. Маркетиншким потезом омогућено је промовисање приватних фирми као и других институција. Није познато који су критерији за одобравање мотива нити чиме је регулисано шта је дозвољено на мотивима поштанских марака а шта не. Цена израде зависи од наручене количине и креће се од 1,50 КМ за количину 20—50 комада односно 0,80 КМ за количину > 1.000 комада.
Номинална вредност марака је за сада 0,70 КМ (стање 9/2008). У филателији се ове марке не каталогизују у познатим каталозима (као што је онај немачког издавача, Михел), већ обично у специјалним каталозима. До сада ове марке нису каталогизоване ни у једном познатијем каталогу. Није позната количина издатих примјерака, а до сада је издато 13 различитих поштанских марака.
Локална издања
Због наводног недостатка редовних поштанских марака, 1994. године у Добоју је издато локално издање Добој. Коришћене су марке Југославије из времена хиперинфлације и преко њих су жигом утиснуте нове номиналне вредности. Употребљаване су у општинама Добој, Босански Брод, Модрича и Дервента. Не постоји одлука Поштанске дирекције Пошти Српске о издавању ових марака па се исте сматрају илегалним издањем. Препознатљиве су по поштанским бројевима поменутих општина. У октобру 1994. године су повучене из оптицаја и службено уништене. Мања количина је сачувана, али још увек нигде није била представљена као колекција од значаја. По филателистичким правилима ове марке су приватна издања и немају филателистичку вредност. Због сталног актуелизовања каталога поштанских марака, може се очекивати њихово појављивање у специјализованим каталозима за неколико година.
Остала издања
Остала филателистичка издања Поште Српске могу се поделити на следеће групе:
- коверта првог дана,
- карта првог дана,
- пригодна коверта,
- дописница,
- разгледница,
- филателистичка налепница.

Осим филателистичке налепнице, која се користи у декоративне сврхе и нема номиналну вредност нити једну карактеристику поштанске пошиљке, сви остали производи користе се у поштанском саобраћају или су издања за потребе филателиста. Заједничка особина ових производа је да се издају у посебним приликама и имају за сврху обиљежавање битних датума, догађаја итд.

## Развој
У складу са политиком владе Републке Српске поштанска мрежа се непрекидно развија у складу са циљевима Асоцијације ЈПО Европе (Post Europ), и то кроз:
- стварање стабилне регулативе
- стандардизацију на тржишту поштанских услуга,
- пружање универзалне и квалитетне поштанске услуге,
- развој тржишта поштанских услуга са адекватном тарифном политиком,
- развоји реструктурирањем јавног поштанског оператера,
- унапређење квалитета и капацитета поштанских услуга,
- увећање сигурности, поузданости и безбедности поштанских услуга.

| Ред. бр. | Радна јединица | Класична пошта | Уговорна пошта | Укупан број пошта |
| -------- | -------------- | -------------- | -------------- | ----------------- |
| 1.       | Бањалука       | 70             | 11             | 81                |
| 2.       | Приједор       | 19             | 6              | 25                |
| 3.       | Добој          | 32             | 13             | 45                |
| 4.       | Брчко          | 11             | 4              | 15                |
| 5.       | Бијељина       | 16             | 7              | 23                |
| 6.       | Зворник        | 14             | 8              | 22                |
| 7.       | Соколац        | 19             | 7              | 17                |
| 8.       | Фоча           | 11             | 6              | 17                |
| 9.       | Требиње        | 8              | 7              | 15                |
|          | УКУПНО         | 191            | 69             | 260               |